# Шпинь, Пётр Степанович
Шпинь, Пётр Степанович — советский гляциолог.

## Биография
Родился в 1943 году в селе Манзовка Приморского края. В 1947 году переехал на Сахалин, а в 1950 году — в Кемерово. В 1961 году с отличием окончил среднюю школу и поступил в Томский университет. По окончании университета, в 1966 году, работал учителем географии, также с 1962 года работал методистом и организатором туристских поездок. В 1963 году разработал значок спортивного туриста.
В 1967 году в одном из походов вместе с ребятами на водоразделе Верхней Терси и Черного Июса обнаружил оледенение. В 1968 году поступает на работу в НГПИ. В 1974 году защищает в Иркутском университете кандидатскую диссертацию «Современное оледенение Кузнецкого Алатау» (научный руководитель — М. В. Тронов). С 1982 года доцент кафедры физической географии НГПИ. Умер 20 декабря 1995 года в Новокузнецке.

## Память
В 2002 году группой туристов ДЮЦ «Орион» из Новокузнецка под руководством Д. Е. Крюкова было осуществлено прохождение нового перевала, соединяющего ледник Тронова с истоками реки Малый Казыр. На следующий год первое сквозное прохождение перевала совершила группа естественно-географического факультета КузГПА под руководством И. В. Гуляева. Перевалу было присвоено имя П. С. Шпиня, на его седловине установлена мемориальная доска.

## Сочинения
- «Горы зовут» П. С. Шпинь, В. В. Князьков.
- «Оледенение Кузнецкого Алатау», М. Наука, 1980.
- «Каталог ледников СССР», том 15: «Алтай и Западная Сибирь», выпуск 2: «Верхняя и Средняя Обь», часть 1: «Бассейны рек Томи и Чулыма (Кузнецкий Алатау)»